# Eberhard Hamer
Eberhard Hamer né le 15 août 1932, est un économiste et essayiste allemand.

## Biographie
Hamer est membre de l'Institut pour la classe moyenne de Basse-Saxe. Il est l'auteur du best-seller Was passiert, wenn der Crash kommt? Wie sichere ich mein Vermögen oder Unternehmen, paru en 2002 et qui en est à sa dixième édition en 2008.

## Théories
Selon lui, la Réserve Fédérale est une banque privée aux mains des deux plus puissants groupes de la haute finance qui en abusent à leur profit en provoquant une surabondance de masse monétaire en dollar US. La bulle spéculative qui en résulte doit se résorber, soit par la faillite des grandes banques, soit par une inflation grandissante des prix des biens. Il prétend que la crise économique commencée en 2008 n'est qu'un prétexte pour les deux groupes dominants de la haute finance pour procéder à une concentration bancaire.

## Œuvres
- Eberhard und Eike Hamer: Der Weltgeldbetrug, Aton 2005, (2.Auflage 2007)  (ISBN 3-9809478-1-5)
- Eberhard und Eike Hamer: Was passiert, wenn der Crash kommt? Wie sichere ich mein Vermögen oder Unternehmen, Olzog 2002, (10.Auflage 2008)  (ISBN 3789281700)
- Eberhard Hamer und Rainer Gebhardt: Humanwerte der Betriebstypen, Aton 2005,  (ISBN 3-9807644-9-4)
- Eberhard Hamer: Die Chancen des Mittelstands in einer zukünftig globalisierten Welt, Mittelstandsmagazin Lösung 3/1999
- Eberhard Hamer: Mittelstand und Sozialpolitik, Regensburg, Roderer, 1996